# Dave Franco
David John "Dave" Franco (Palo Alto, 12 de junho de 1985) é um ator estadunidense de cinema e televisão conhecido por interpretar Cole Aaronson na 9ª temporada de Scrubs. E também por seu papel em 21 Jump Street como Eric Molson.

## Vida Pessoal
Franco nasceu em Palo Alto, California, filho de Betsy (Verne), uma poeta, autora e editora, e Doug Franco, que se conheceram quando eram estudantes da Stanford University. Sua avó materna, Mitzi Levine Verne, fundou a Verne Art Gallery, uma galeria de arte de destaque em Cleveland. O pai de Franco tem descendência Portuguesa e Sueca e sua mãe é Judia, descendente de imigrantes Russos. Franco cresceu na Califórnia com seus dois irmãos, James e Tom.
Ele entrou na University of Southern California, mas desistiu para seguir a carreira de ator.

## Filmografia
| Ano  | Filme / Série                 | Papel                     | Notas                      |
| ---- | ----------------------------- | ------------------------- | -------------------------- |
| 2006 | 7th Heaven                    | Benjamin Bainsworth       | 1 Episódio                 |
| 2006 | Frat Bros.                    | A.J                       | Curta-Metragem             |
| 2007 | Superbad                      | Greg                      | Filme                      |
| 2007 | After Sex                     | Sam                       | Filme                      |
| 2008 | Do Not Disturb                | Gus                       | 5 Episódios                |
| 2008 | Milk                          | Telephone Tree #5         | Filme                      |
| 2008 | Privileged                    | Zach                      | 5 Episódios                |
| 2008 | Greek                         | Gonzo                     | 6 Episódios                |
| 2009 | The Shortcut                  | Mark                      | Filme                      |
| 2009 | Scrubs                        | Cole Aaronson             | 9ª Temporada               |
| 2009 | Finding My Past               | Filipo Alberraclow        | 2009–presente (co-estelar) |
| 2010 | Charlie St. Cloud             | Sully                     | Filme                      |
| 2010 | Greenberg                     | Rich                      | Filme                      |
| 2011 | Fright Night                  | Mark                      | Filme                      |
| 2012 | 21 Jump Street                | Eric Molson               | Filme                      |
| 2013 | Warm Bodies                   | Perry Kelvin              | Filme                      |
| 2013 | Now You See Me                | Jack Wilder               | Filme                      |
| 2014 | Neighbors                     | Pete Regazolli            | Filme                      |
| 2014 | 22 Jump Street                | Eric Molson               | Filme                      |
| 2015 | Unfinished Business           | Mike Pancake              | Filme                      |
| 2015 | Zeroville                     | Montgomery Cliff          | Filme                      |
| 2016 | Neighbors 2                   | Pete Regazolli            | Filme                      |
| 2016 | Now You See Me 2              | Jack Wilder               | Filme                      |
| 2016 | Nerve                         | Ian/Sam                   | Filme                      |
| 2017 | The Disaster Artist           | Greg Sestero              | Filme                      |
| 2017 | The Lego Ninjago Movie        | Lloyd Montgomery Garmadon | Voz                        |
| 2019 | 6 Underground                 | Number 6                  | Filme                      |
| 2025 | Now You See Me: Now You Don't | Jack Wilder               | Pós-produção               |